# (5344) Ryabov
(5344) Ryabov es un asteroide perteneciente al cinturón de asteroides, descubierto el 1 de septiembre de 1978 por Nikolái Stepánovich Chernyj desde el Observatorio Astrofísico de Crimea (República de Crimea).

## Designación y nombre
Designado provisionalmente como 1978 RN. Fue nombrado Ryabov en honor al profesor ruso Yurij Aleksandrovich Ryabov, profesor en el Instituto de Transporte por Carretera de Moscú. Desarrolló el método Poincaré-Lyapunov de pequeños parámetros para la investigación de los efectos de resonancia fina. También es autor de monografías sobre los problemas modernos de la mecánica celeste, así como de libros populares sobre astronomía.

## Características orbitales
Ryabov está situado a una distancia media del Sol de 2,701 ua, pudiendo alejarse hasta 3,147 ua y acercarse hasta 2,256 ua. Su excentricidad es 0,164 y la inclinación orbital 7,096 grados. Emplea 1622,16 días en completar una órbita alrededor del Sol.

## Características físicas
La magnitud absoluta de Ryabov es 13,3. Tiene 10,835 km de diámetro y su albedo se estima en 0,07. Está asignado al tipo espectral B según la clasificación SMASSII.